# ポルトガル共産党
ポルトガル共産党（ポルトガルきょうさんとう、英語：Portuguese Communist Party、ポルトガル語：Partido Comunista Português、略称：PCP）は、ポルトガルの共産主義、マルクス・レーニン主義政党。1921年にコミンテルンポルトガル支部として設立されたが、1926年のクーデター後に非合法化され、サラザール独裁政権と対峙した。
1974年のカーネーション革命以後は合法化され、主として労働者階級の支持を受けながら、新たな政治勢力として台頭することになる。1990年代に社会主義国家の崩壊が相次ぐ中でも、依然として国内で隠然たる影響力を保持。とりわけリスボンやセトゥーバルなど都市部のほか、アレンテージョやリバテージョといった農村地帯での支持が厚く、与党となっている自治体もある。
機関紙は1931年創刊の『前進！』（Avante!）。青年組織のポルトガル共産党青年団は世界民主青年連盟加盟。欧州統一左派・北方緑の左派同盟に加盟しており、現在はジェロニモ・デ・ソウザが党首を務める。

## 党史

### 起源と結党
第一次世界大戦末期の1918年、ポルトガルが深刻な経済危機に見舞われる中、国内の労働者はストライキを通じて生活闘争を繰り広げ、その結果8時間労働制などを勝ち取るに至った。1919年9月には国内初の労働組合が結成、同年には1917年に発生したロシア革命に触発されポルトガルマルクス主義同盟（FMP）が発足する。ポルトガルマルクス主義同盟の目標は社会主義及び革命思想を鼓吹し、以って労働運動を組織することにあった。結成後しばらくして、労働者の間に「革命的前衛党」を樹立する必要性を感じた同盟員は、コミンテルンの指示を仰ぎながらポルトガル共産党を結成する。1921年3月6日のことである。
ポルトガル共産党は欧州の他の共産主義政党とは異なり、社会民主主義或いは社会主義政党の分派から生まれたのではなく、アナルコサンディカリスムを源流とする。リスボンに初めて党本部を構えると、結党から7ヵ月後には初の党機関紙『共産主義者』（O Comunista）が発行される。1923年11月、リスボンで開催した初の党大会でカルロス・ラテスを初代党首に選出。約100名の党員が参集したこの党大会では、ソビエト連邦との連帯や国内の他の社会主義勢力との共闘を表明した。また、当時国内で台頭しつつあったファシスト勢力に対しては、党や国家に対して脅威になりうるとの声明を出した。

### 党の非合法化
1926年5月28日に発生したクーデター以後、党が非合法化され地下活動を余儀なくされたほか、翌年には党本部も閉鎖。1929年、ベント・ゴンサルヴェスの下で細胞のネットワークとして党が再建される。一方1938年には、「クーデター以後における党活動の停滞及び金銭トラブル」を理由にコミンテルンから追放される（コミンテルンは5年後に解散）。
サラザール独裁政権（エスタド・ノヴォ）時代には、多くの党員が逮捕され拷問を受けるなど、党に対する弾圧が強まった。また、中にはカーボベルデの強制収容所に送られた者もおり、ゴンサルヴェスは同地で死亡した。このような徹底した弾圧にも屈せず、1940年から翌年にかけて党再建と相成った（「1940年の再建」）。再建されて初めて開かれた1943年の党大会では、独裁政権の終結を求める者と団結すべきとの声明を発表したほか、国軍内部にシンパを増やす方針を打ち出した。
第二次世界大戦で枢軸国側の敗北が決定的となった1945年、サラザールは西欧諸国に良いイメージを抱いてもらうためにも、幾ばくかの民主的変革を実行に移さねばならなくなった。こうした中、同年10月には民主化を求めるレジスタンス勢力による綱領作成が認可された。「民主同盟運動」と命名されたこの綱領は本来、穏健派が中心となって作成したものだが、瞬く間に共産党の強い影響下に置かれることとなる。
1946年7月に開催された第4回党大会では、政権を転覆させる唯一の方法として大規模な大衆運動を主導する必要性を指摘。本大会の決議はソビエト連邦共産党中央委員会により出版された。党幹部のアルヴァロ・クニャルはその際、ユーゴスラビアに赴き東側陣営との関係改善の支援を求めた。その後、1948年にはソ連へも足を運び、ミハイル・スースロフと会談を行った結果関係が修復。しかしクニャルはソ連からの帰国直後、秘密警察により逮捕された。
1957年9月の第5回党大会（キエフにて開催）では、初めて綱領と党則を採択。また、植民地主義に対する公的な立場を初めて示したのもこの党大会である。民族自決の権利は何人も有するものとして、アンゴラのアンゴラ民族解放戦線 (MPLA) やモザンビークのモザンビーク解放戦線 (FRELIMO) 、そしてギニアビサウのギニア・カーボベルデ独立アフリカ党 (PAIGC) に対する支援を打ち出した。

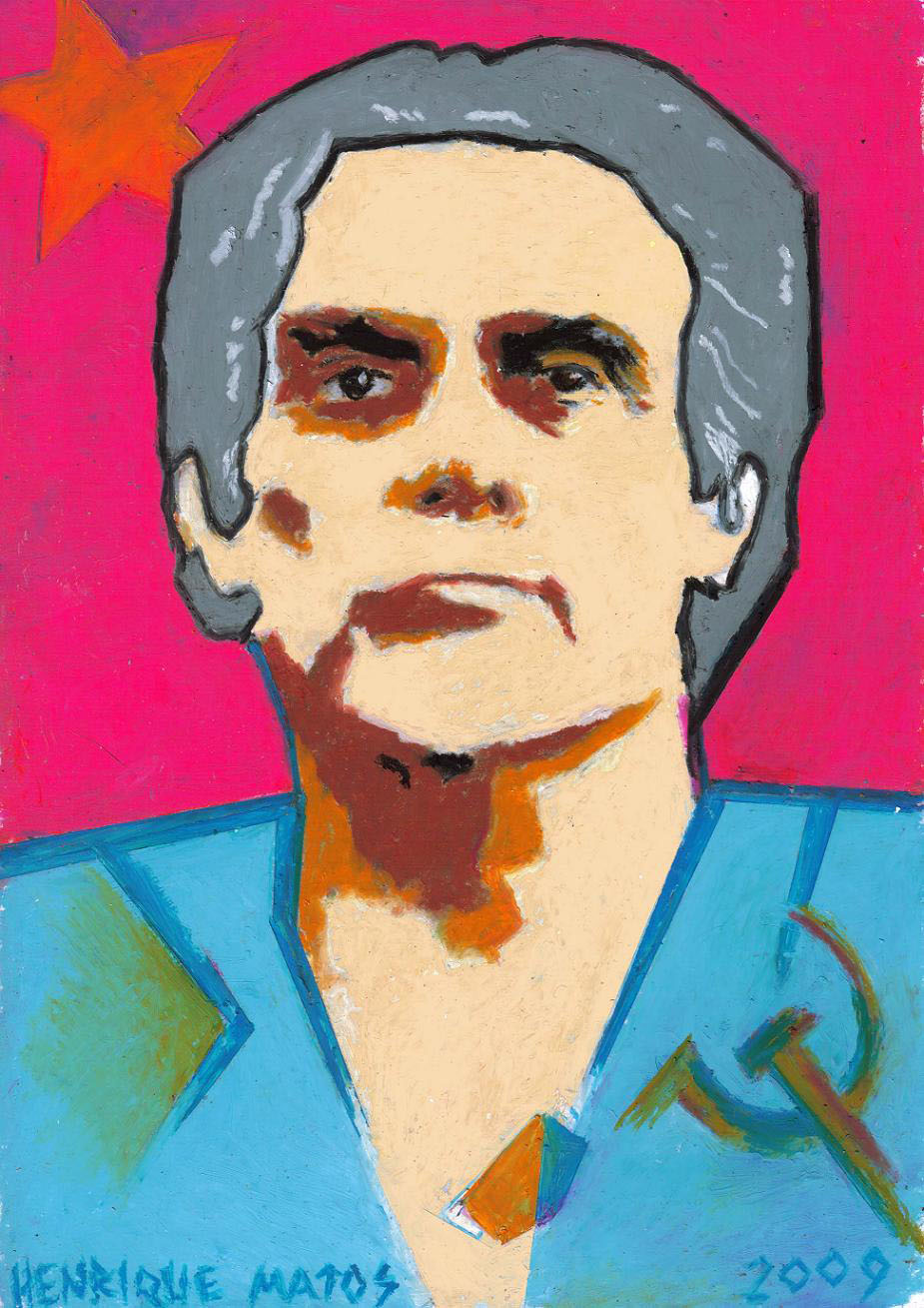
1961年に書記長に選ばれたアルヴァロ・クニャル（オイルパステル）

1960年1月、10名の党員がペニシェの厳重警備刑務所から脱獄。このうちクニャルは翌年書記長に選出され、ハイメ・セラは武装勢力 を組織することになる。
1961年にアンゴラで、次いで翌年にはギニアビサウ、1964年にはモザンビークにて独立戦争が勃発（ポルトガル植民地戦争）。17年間続いたこの戦争で、数千名の国民が徴兵忌避策としてフランスやドイツ、ルクセンブルク、そしてスイスへ逃亡する中、共産党は反戦を唱え反植民地闘争を展開する。国内の政情不安は日増しに高まり、サラザール政権も衰微の一歩を辿る。
また、1962年には学園紛争も発生し、学生の民主化要求の高まりに危機感を覚えたサラザール政権は、国内の主要学生組織を非合法化した。学生組織のメンバーのほとんどは共産党員で、停学処分を余儀なくされた。学生は共産党の支援を受け、同年3月24日にはリスボンの街頭で大規模なデモ活動を実施。デモは警官により激しい弾圧を受けた上、参加者のうち数百名が負傷したものの、その直後には政権に対するストライキを敢行した。
1965年の第6回党大会では、クニャル書記長が「勝利への道- 民族主義及び民主主義革命における党の役割-」と題する報告書を公表。地下活動を行う党員に広く出回ったこの報告書は、「経済における独占の終結」や「文化や教育へのアクセスの民主化」など8項目の政治的目標を掲げたもので、以後、民主化運動に大きな影響を与える文書となる。

### カーネーション革命
カーネーション革命も参照のこと

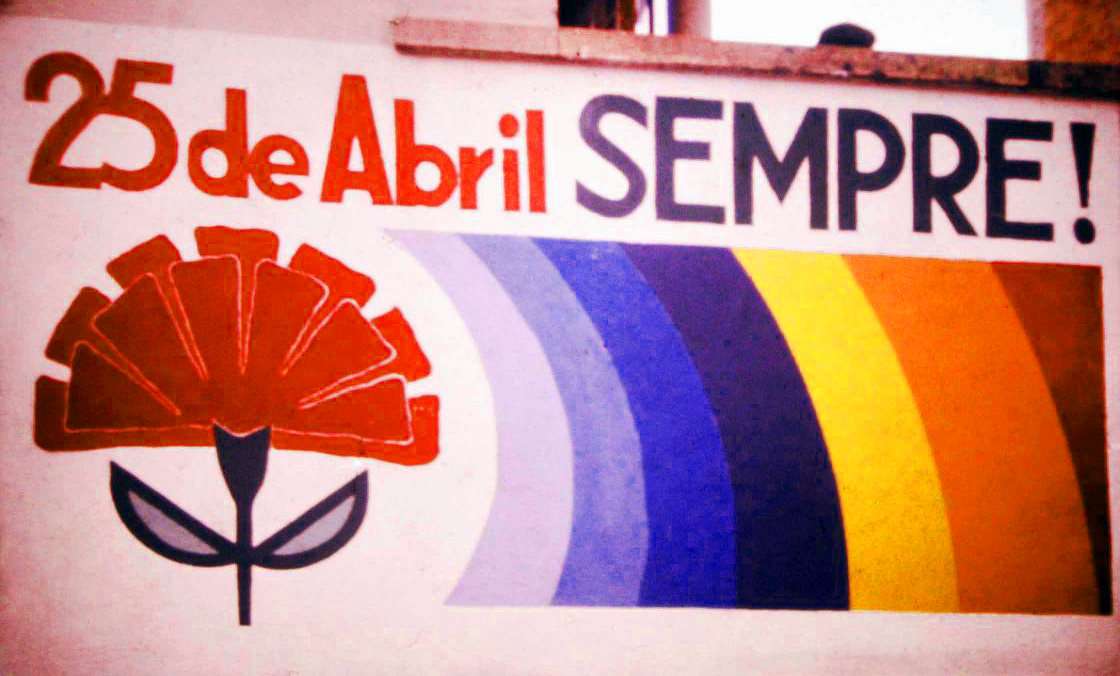
カーネーション革命を祝う壁画

革命直後、基本的権利が国内に再びもたらされる。4月27日に政治犯が釈放され、同月30日にはクニャルがリスボンに戻り数千人の歓待を受ける。メーデーが48年振りに復活、リスボンのFNATスタジアム（現・5月1日スタジアム）には500万人の国民が参集し、クニャルと社会党のマリオ・ソアレスが演説を行った。また5月17日、党機関紙である「前進！」が創刊以来初めて合法化された。
革命後数ヶ月は共産党の後押しを受けて、国内で急進的な改革が遂行された。共産党の全面的支援の下、ギニアビサウ、アンゴラ、モザンビークそしてカーボベルデといった植民地が年内に独立国となった。こうした中行われた第7回党大会では、1000名以上の代議員や数百名の国民、更には外国からも賓客を招き、進行中の革命について活発な意見交換が行われた。1975年 1月12日、遂に結党以来初めて合法政党となった。
革命はまだ続いた。ヴァスコ・ゴンサルヴェスの主導で銀行、交通機関、製鉄工場、鉱山、電話会社など主要産業を順次国有化したほか、党の要望により一部地域で土地改革を断行し、農業部門の集権化も図られた。一連の過程において党は綱領に従って主導権を握り、数千にのぼる小作人を協同組合に編入した。小作人を編入した地域はかつて党が農民運動を主導していたことから、現在でも共産党が強い地域としても知られる。とりわけベジャやエボラ、そしてセトゥーバルなど南部の地域で総得票数の半分以上を獲得している。革命から1年後、初の民主的な議会選挙が行われ、12.5%の得票率を得て30名が当選を果たした。選挙後に召集された議会では、独裁政権下で施行された1933年憲法が改正され、「社会主義」や「階級無き社会」といった文言を盛り込んだ憲法が1党（右派政党の民主社会中央党（CDS、現・民主社会センター・人民党）のみの反対により可決された。
新憲法制定後の1976年、2度目の議会選挙が行われた結果、14.56%の得票率を獲得し40議席へと躍進した。また、同年11月11日から4日間の日程で第8回党大会を開催。党大会では社会主義の探求に焦点が当てられ、反動勢力の台頭を許さない運動を今後も継続する必要性を表明した。1979年の第9回党大会では、革命以後の国家体制や右派の政治動向、産業国有化についての分析を行った。同年12月の選挙に際してはポルトガル民主運動（MDP）と政党連合「統一人民同盟」（APU）を結成し、18.96%の得票率を獲得し47名が当選した。なお、この選挙ではフランシスコ・サ・カルネイロ率いる中道・右派連合が勝利し、党が労働者階級の利益にもとると見なした政策に着手している。続く翌年の選挙で41議席に後退したにもかかわらず、地方選挙では多くの自治体で与党となるなど勝利を収めた。
1983年の議会選挙では統一人民同盟が18.20%の得票率で44議席を得た。同年には第10回党大会を開催し、右派の台頭を厳しく批判した。1986年には、大統領選挙の第2回投票でソアレスがド・アマラルのほか、党擁立候補のサルガド・ゼーニャに圧倒的大差をつけたことを受け、第11回党大会を開催。ソアレスを支持するか否かについて議論を行った結果支持を決定し、ソアレスが僅差で当選した。内閣が総辞職した1987年には、同年の議会選挙に向け、環境政党の「緑の党」（PEV）などと共に政党連合「統一民主同盟」 (CDU) を結成したが、得票率は12.18%、31議席と大敗を喫した。

### 冷戦の終結と新たな挑戦
2000名以上もの代議員が参集した1988年の第12回党大会では、「21世紀に向けてポルトガルに進歩した民主主義を」と題する綱領を採択。しかし、1980年代末以降東側陣営は崩壊の一途をたどったほか、離党者も相次ぐなど、党自体が結党以来最大の危機を迎える。こうした中1990年5月に開かれた第13回党大会では、代議員の大多数がレーニン主義を堅持する方針を決定したものの、他国の共産党と少なからず軋轢を生むこととなった。また、クニャルが書記長に再選、カルロス・カルヴァリャスが副書記長に就任した。
1991年の議会選挙でも凋落が止まらず、得票率が8.84%に落ち17議席を得るに留まった。ソ連消滅後の世界情勢を分析した翌年の第14回党大会では、クニャルに代わりカルヴァリャスが新書記長に選出された。1995年の議会選挙では8.61%まで得票率が下落。この後右派の社会民主党が敗北し、社会党が政権を担うことになるが、1996年12月に開催された第15回党大会では、アントニオ・グテーレス政権の右傾化を批判した。続く地方選挙でも党勢の挽回が叶わなかったが、1999年の議会選挙では久しぶりに得票率が増えた。
翌年12月に開かれた第16回党大会では、カルヴァリャスが書記長に再選された。2002年の議会選挙では7.0%と過去最低の得票率を記録した。2004年11月、第17回党大会が開かれ、元金属労働者のジェロニモ・デ・ソウザが新書記長に選ばれた。2005年の議会選挙では、7.60%（430,000票）と得票率を上げ230議席中12議席を獲得した。同年行われた地方選挙の後、308自治体中32自治体で与党となった。与党となった自治体では水道事業の民営化阻止や文化や教育、社会福祉予算の拡充に努めている。
現在はセーフティーネットの拡充や年金・給与の引き上げ、反戦運動に取り組むほか、妊娠中絶については合法化の立場から運動を行い、その結果2005年4月21日には国民投票実施にまで漕ぎ着けた。2004年の欧州議会選挙では9.2%の得票率を得て2名が当選した。2005年の議会選挙では7.54%の得票で14議席を獲得。2009年の欧州議会選挙では前回より得票を伸ばし2議席を獲得した。そして同年の議会選挙では15議席を獲得したが、新左翼の左翼ブロック（B.E.）が16議席を獲得したため第5党となった。

## 党勢の推移

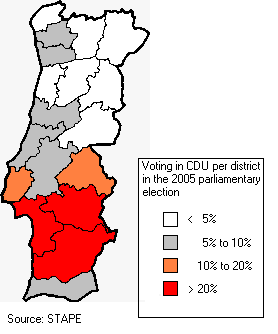
2005年の議会選挙における統一民主同盟の得票率（アゾレス及びマデイラは不明）

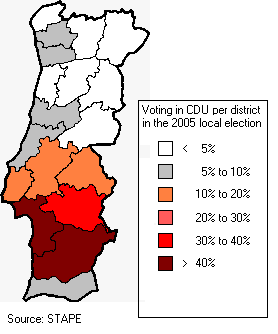
2005年の地方選挙における統一民主同盟の得票率（同上）

### 1994年以降
| 年     | 選挙形態       | 得票数  | 得票率 | 当選者 |
| ------ | -------------- | ------- | ------ | ------ |
| 1994年 | 欧州議会       | 339,283 | 11.2%0 | 003    |
| 1995年 | ポルトガル議会 | 504,007 | 08.6%0 | 015    |
| 1997年 | 地方議会       | 643,956 | 12.0%0 | 236    |
| 1999年 | 欧州議会       | 357,575 | 10.3%0 | 002    |
| 1999年 | ポルトガル議会 | 483,716 | 09.0%0 | 017    |
| 2001年 | 地方議会       | 557,481 | 10.6%0 | 202    |
| 2002年 | ポルトガル議会 | 378,640 | 07.0%0 | 012    |
| 2004年 | 欧州議会       | 309,406 | 09.1%0 | 002    |
| 2005年 | ポルトガル議会 | 432,009 | 07.6%0 | 014    |
| 2005年 | 地方議会       | 590,496 | 11.0%0 | 203    |
| 2009年 | 欧州議会       | 379,787 | 10.64% | 002    |
| 2009年 | ポルトガル議会 | 446,174 | 07.88% | 015    |
| 2009年 | 地方議会       | 537,329 | 09.7%  | 0174   |
| 2011年 | ポルトガル議会 | 441,147 | 07.90% | 016    |
| 2013年 | 地方議会       | 552,690 | 011.1% | 0213   |
| 2014年 | 欧州議会       |         | 13.71% | 003    |
| 2015年 | ポルトガル議会 | 444,907 | 08.3%  | 017    |

出典：Portuguese Electoral Commission。2014年欧州議会選挙は“Results of the 2014 European elections Results by country Portugal”.  欧州議会 (2014年9月22日). 2015年3月4日閲覧。。

### 大統領選挙
| 年     | 候補                                         | 得票数    | 得票率 | 当落 |
| ------ | -------------------------------------------- | --------- | ------ | ---- |
| 1976年 | オクタヴィオ・ロドリゲス・パト               | 0365,344  | 07.6%  | 落   |
| 1986年 | フランシスコ・サルガド・ゼーニャ             | 1,185,867 | 20.6%  | 落   |
| 1991年 | カルロス・アルベルト・カルヴァリャス         | 0635,867  | 12.9%  | 落   |
| 2001年 | アントニオ・シモンス・デ・アブルー           | 0221,886  | 05.1%  | 落   |
| 2006年 | ジェロニモ・デ・ソウザ                       | 0466,428  | 08.6%  | 落   |
| 2011年 | フランシスコ・ジョゼ・デ・アルメイダ・ロペス | 0300,921  | 07.1%  | 落   |
| 2016年 | エドガー・シルバ                             | 0183,051  | 03.9%  | 落   |

出典：Portuguese Electoral Commission

## 政治的立場
国内の全労働者を代表する前衛政党と位置づけ、マルクス・レーニン主義及び唯物史観を理論的基盤に置く。また、国際主義の立場から海外の共産党や進歩勢力とも友好関係を有する。日本の左翼政党である日本共産党の2004年と2006年の党大会にメッセージを寄せた他、第21回（1997年9月）、第22回党大会（2000年11月）には代表を派遣している。

## 党の出版物
週刊紙の『前進！』（Avante!）のほか、理論誌『闘士』（O Militante）を2ヶ月おきに発行。これらはいずれも党事務所で販売しており、『前進！』については購入が党員の義務となっている模様。欧州議会議員編集の定期刊行物もある。

## 著名な党員
- ジョゼ・サラマーゴ - ノーベル文学賞作家
- フェルナンド・ロペス＝グラサ - 作曲家